# 6015 Paularego
6015 Paularego este un asteroid din centura principală, descoperit pe 7 august 1991, de Henry Holt.